# Camillo Di Pietro
Camillo Di Pietro (10 de janeiro de 1806 - 6 de março de 1884) foi um cardeal e diplomata italiano, camerlengo e Decano do Colégio dos Cardeais.

## Biografia
De uma família, ao lado de seu pai, de comerciantes da zona rural que se tornou rico e entrou no patriciado de Terni e Spoleto, e do lado de sua mãe dos duques de Sermoneta, membros eminentes da aristocracia romana, descendentes do Papa Bonifácio VIII. Segundo dos quatro filhos de Domenico di Pietro e Faustina Caetani. Era sobrinho do cardeal Michele Di Pietro.
Estudou no Collegio Romano (humanidades e filosofia), no Seminario Romano (teologia) e no Collegio di Protonotari Apostolici, (doutorado utroque iure em direito canônico e direito civil, em 10 de maio de 1829).
Foi ordenado diácono em 2 de junho de 1839 e padre em 16 de junho. Eleito arcebispo-titular de Berytus em 8 de julho de 1839, foi consagrado em 14 de julho, na igreja de Ss. Domenico e Sisto, em Roma, pelo Cardeal Chiarissimo Falconieri Mellini, arcebispo de Ravenna, assistido por Ignazio Giovanni Cadolini, arcebispo titular de Edessa, e por Fabio Maria Asquini, arcebispo titular de Tarso. Foi nomeado núncio no Reino das Duas Sicílias, em 30 de julho. Assistente no Trono Pontifício, 12 de fevereiro de 1841. Internúncio delegado extraordinário e apostólico em Portugal a partir de 29 de junho de 1844, tornou-se núncio em Portugal em 24 de setembro de 1847.
Criado cardeal-presbítero in pectore no consistório de 19 de dezembro de 1853 pelo papa Pio IX, sendo seu nome divulgado no consistório de 16 de junho de 1856. Em 17 de fevereiro de 1859, recebeu o barrete cardinalício e em 15 de abril, o título de São João na Porta Latina.
Torna-se Prefeito do Supremo Tribunal da Assinatura de Justiça de 29 de agosto de 1863 a 1867. Passa para a ordem de cardeais-bispos e assume a sé suburbicária de Albano em 20 de setembro de 1867. Passa para a sé suburbicária de Porto e Santa Rufina em 12 de março de 1877. Ele desempenhou um papel fundamental na organização e obteve as garantias necessárias do governo italiano para o conclave de 1878, que foi o primeiro conclave celebrado após a Santa Sé ter perdido os Estados Pontifícios. Substituindo ao Papa eleito, torna-se Camerlengo da Santa Igreja Romana em 28 de março de 1878. Passa para a sé suburbicária de Óstia-Velletri em 24 de março de 1884, quando se torna Decano do Colégio dos Cardeais.
Faleceu em 6 de março de 1884, foi velado na igreja de S. Maria dei Monti, em Roma, e enterrado no cemitério Campo di Verano..

## Conclaves
- Conclave de 1878 - participou da eleição do Papa Leão XIII[2]